# Coolgardie
Coolgardie is een plaats in de regio Goldfields-Esperance in West-Australië. Het ligt 558 kilometer ten oostnoordoosten van Perth, 164 kilometer ten noorden van Norseman en 38 kilometer ten zuidwesten van Kalgoorlie. In 2021 telde Coolgardie 773 inwoners tegenover 803 in 2006.
Coolgardie werd in 1892 gesticht nadat goud in de omgeving was ontdekt. In 1898 had Coolgardie al 15.000 inwoners, het op twee na hoogste inwonersaantal van West-Australië in die tijd. Rond de Eerste Wereldoorlog was de goudkoorts in Coolgardie over en nam het inwonersaantal sterk af.

## Geschiedenis
De Maduwongga Aborigines waren de oorspronkelijke bewoners van de streek. De eerste Europeanen die door de streek trokken waren de ontdekkingsreizigers Henry Maxwell Lefroy in 1863 en Charles Cooke Hunt in 1864. Lefroy leerde van de Aborigines diverse manieren om aan water te geraken. Hunt maakte gebruik van Lefroy's aantekeningen. Hij groef met zijn ploeg gevangenen waterputten en legde dammen aan om het water op te vangen dat na regenbuien van grote rotsformaties liep. Het werk van beide ontdekkingsreizigers maakte de prospectie en ontwikkeling van de streek later mogelijk.
In augustus 1892 vonden de prospectors Arthur Bayley en William Ford meer dan 500 ons goud nabij een plaats die Fly Flat werd genoemd. Twee weken later op 17 september registreerde Bayley zijn vondst in Southern Cross. De laatste van Australiës goldrushes nam een aanvang. West-Australiës slabakkende economie trok terug aan. Het bevolkingsaantal van West-Australië verviervoudigde in tien jaar.
Coolgardie werd gesticht in 1893. De naam is aborigines van oorsprong maar het is onduidelijk waar het voor staat. Het zou zowel kunnen afgeleid zijn van Coolcaby ("mulga aan een waterput") als van Coorgardie (een grote hagedis). Coolgardie werd door de jaren heen ook wel Bayley's Find, Fly Flat of The Old Camp genoemd.
Coolgardie groeide enorm snel en in juli 1894 werd het tot gemeente uitgeroepen. Publieke gebouwen werden onder het gezag van West-Australiës hoofdingenieur George Temple-Poole rechtgetrokken en vervingen de tijdelijke tentconstructies: een postkantoor (1895), een stationsgebouw (1896), het eerste publieke zwembad van West-Australië (1896), een basisschool (1897) en een hospitaal (1897).
Op 23 maart 1896 bereikte de Eastern Goldfields Railway Coolgardie. In 1898 had Coolgardie het op twee na hoogste inwonersaantal van de staat met ongeveer 15.000 inwoners en nog eens 10.000 in de streek rondom. Tegen 1900 bereikte Coolgarlie haar hoogtepunt. Het stadje had toen 23 hotels, 3 brouwerijen, 6 banken, 2 beurzen, verscheidene handelszaken, 3 dagbladen en 4 weekbladen. Een zevenhonderdtal mijnbedrijven noteerden op de London Stock Exchange. C.Y. O'Connor's Goldfields Water Supply Scheme maakte een einde aan de voortdurende watersnood. Coolgardie werd door een pijpleiding bevoorraadt met water van de Mundaring Weir.
De goudproductie rond Coolgardie verminderde in het begin van de 20e eeuw. De goudzoekers en mijnwerkers trokken naar Kalgoorlie. Tegen 1914 was Coolgardie op z'n terugweg. Na de crisis van de jaren 30 kende het nog een kleine opbloei door de subsidies die de overheid gaf om de goudindustrie te stimuleren. Met de omsporing van de Eastern Goldfields Railway in de jaren 1960 werd het traject van de spoorweg verlegd en kwam 14 kilometer ten noorden van Coolgardie bij Bonnie Vale te liggen. De oorspronkelijke Bayley's Reward goudmijn stopte met goud produceren in 1963. Ze had 8.700 kilogram goud opgeleverd. Tegen 1980 telde Coolgardie nog slechts een tweehonderdtal inwoners. In de jaren 1980, na de oliecrisissen en dankzij nieuwe technologieën, kende de goudindustrie in West-Australië weer een bloeiperiode en het bevolkingsaantal van Coolgardie steeg.

## 21e eeuw
Coolgardie is het administratieve en dienstencentrum van het lokale bestuursgebied Shire of Coolgardie. Het district is de grootste producent van mineralen in de regio Goldfields-Esperance. Er zijn een twintigtal mijn- en verwerkingsbedrijven actief. Er is nog steeds een Mining Registrar Regional Office in Coolgardie.
Naast de goud- en nikkelindustrie kent Coolgardie extensieve veeteelt en toerisme.

## Toerisme
Het Coolgardie Goldfields Exhibition & Visitors Centre is gevestigd in Warden's Court Building. Het biedt onderdak aan een streekmuseum en men vindt er informatie over onder meer:
- In het historisch centrum staan 23 gebouwen geregistreerd als erfgoed.
- Warden Finnerty’s Residence is in handen van de National Trust en stelt interieurs en meubelen uit de periode van de goldrush tentoon.
- Op het historische Coolgardie Cemetery kan men de doodsoorzaken van de pioniers en goudzoekers op de grafzerken lezen. Ernest Giles ligt er begraven.
- In het Mining Registrar's Office kan men een toelating kopen om in de streek aan fossicking te doen.[noot 1]
- Het Coolgardie Pharmacy Museum.
- Een aantal toeristische autoroutes lopen langs of tot in Coolgardie: de Golden Quest Discovery Trail, Golden Pipeline Heritage Trail, Holland Track en de Green Trail.
- Het Railway Station Museum huist in het oude spoorwegstation van Coolgardie.
- De State Battery is de enige nog werkende staatsbatterij in West-Australië.[noot 2]
- In het Ben Prior's Open Air Museum worden oude machines en werktuigen verzameld die de pioniers en goudzoekers gebruikten.[18]

## Notabelen
- Ernest Giles, ontdekkingsreiziger

## Transport
Coolgardie ligt aan het kruispunt van de Great Eastern Highway en de Coolgardie–Esperance Highway. De GE3 busdienst tussen Kalgoorlie en Esperance, verzorgd door Transwa, maakt een tussenstop in Coolgardie.
De Eastern Goldfields Railway loopt 14 kilometer ten noorden van Coolgardie. Transwa's Prospector die tussen Perth en Kalgoorlie rijdt, stop er in Bonnie Vale.

## Klimaat
Coolgardie kent een koud steppeklimaat met hete zomers en milde winters, BSk volgens de klimaatclassificatie van Köppen. De gemiddelde jaarlijkse temperatuur bedraagt 18.0 °C. Jaarlijks valt er gemiddeld 269 mm neerslag.
| Maand                                  | jan  | feb  | mrt  | apr  | mei  | jun  | jul  | aug  | sep  | okt  | nov  | dec  | Jaar |
| -------------------------------------- | ---- | ---- | ---- | ---- | ---- | ---- | ---- | ---- | ---- | ---- | ---- | ---- | ---- |
| Gemiddeld maximum (°C)                 | 33,3 | 32,3 | 29,4 | 24,9 | 20,3 | 16,9 | 16,1 | 18,1 | 22,0 | 25,1 | 29,3 | 32,3 | 25,0 |
| Gemiddeld minimum (°C)                 | 17,0 | 16,8 | 15,1 | 12,0 | 8,6  | 6,5  | 5,2  | 5,9  | 7,9  | 10,2 | 13,4 | 15,8 | 11,2 |
|                                        |      |      |      |      |      |      |      |      |      |      |      |      |      |
| Neerslag (mm)                          | 23,2 | 27,2 | 25,3 | 21,8 | 28,0 | 28,8 | 23,8 | 23,7 | 13,7 | 16,0 | 16,5 | 17,0 | 265  |
| Regendagen (dag)                       | 2,0  | 2,1  | 2,5  | 2,7  | 3,7  | 4,3  | 4,5  | 3,8  | 2,4  | 2,3  | 2,1  | 1,9  | 34,3 |
| Relatieve luchtvochtigheid (%)         | 23   | 25   | 29   | 37   | 42   | 48   | 47   | 39   | 28   | 24   | 23   | 21   | 32,2 |
| Bron: Australian Bureau of Meteorology |      |      |      |      |      |      |      |      |      |      |      |      |      |

## Galerij

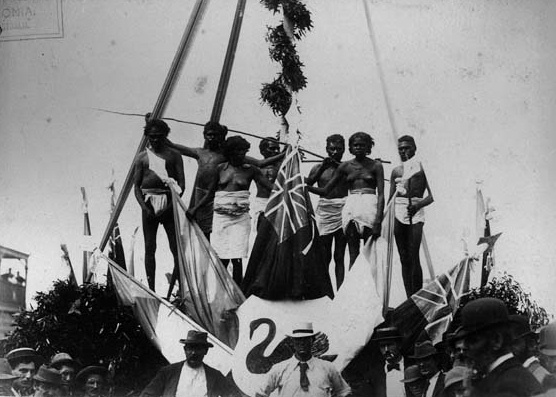
Aborigines tijdens de opening van het spoorwegstation in 1896
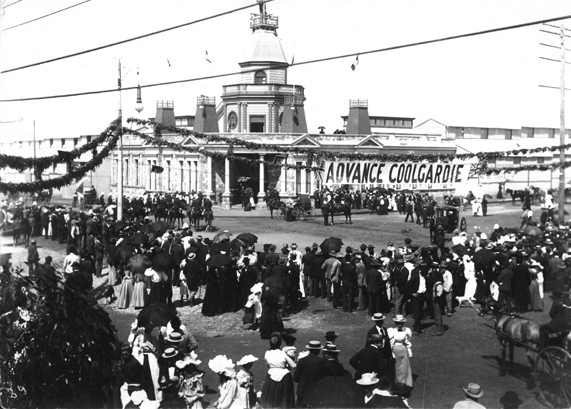
Coolgardie tijdens World Exhibition in 1899
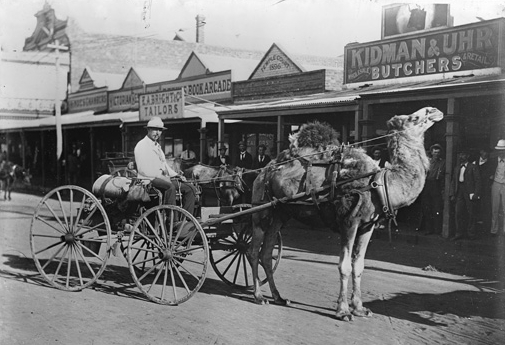
goudzoeker 1900
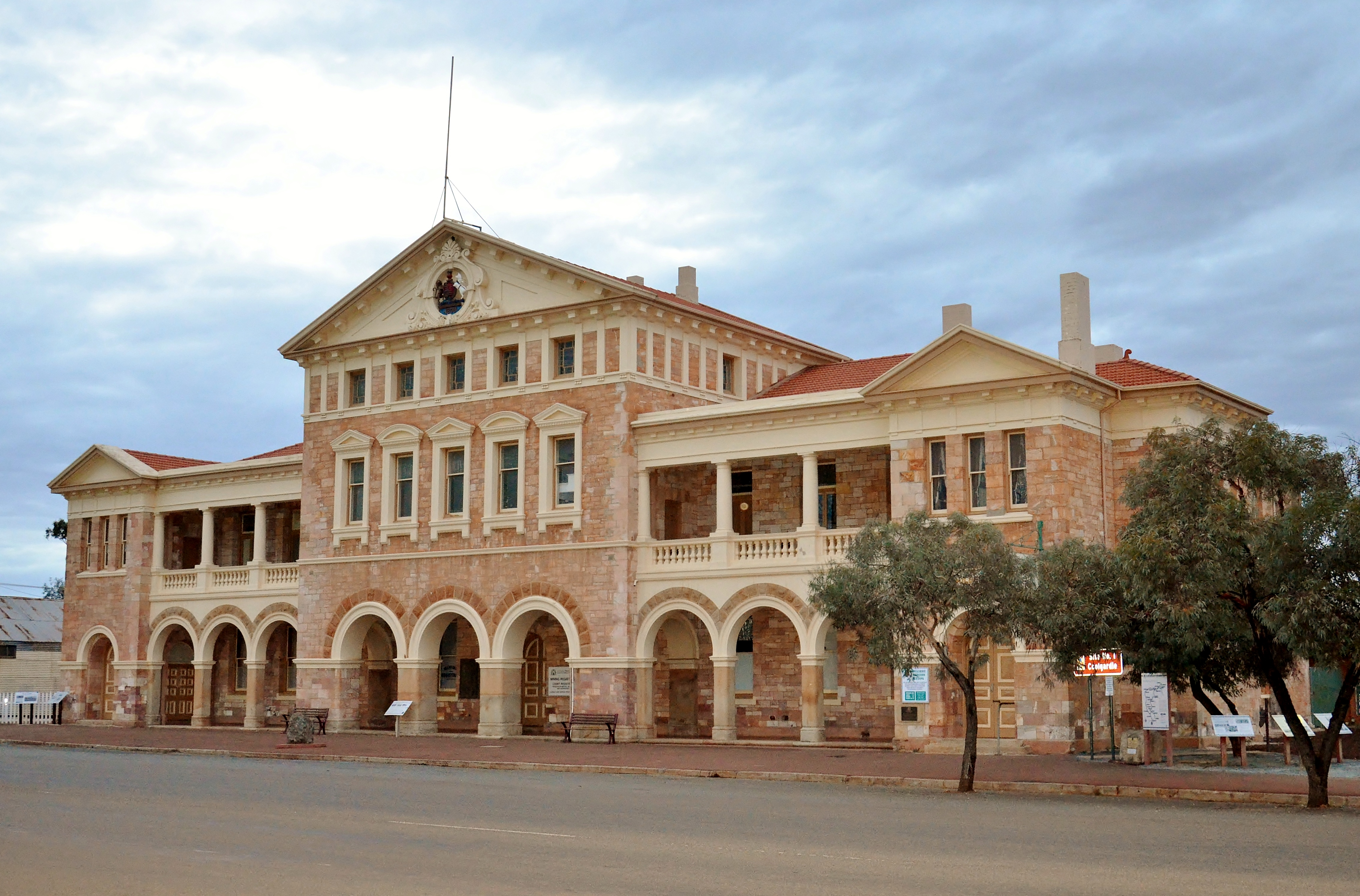
Warden's Court Building
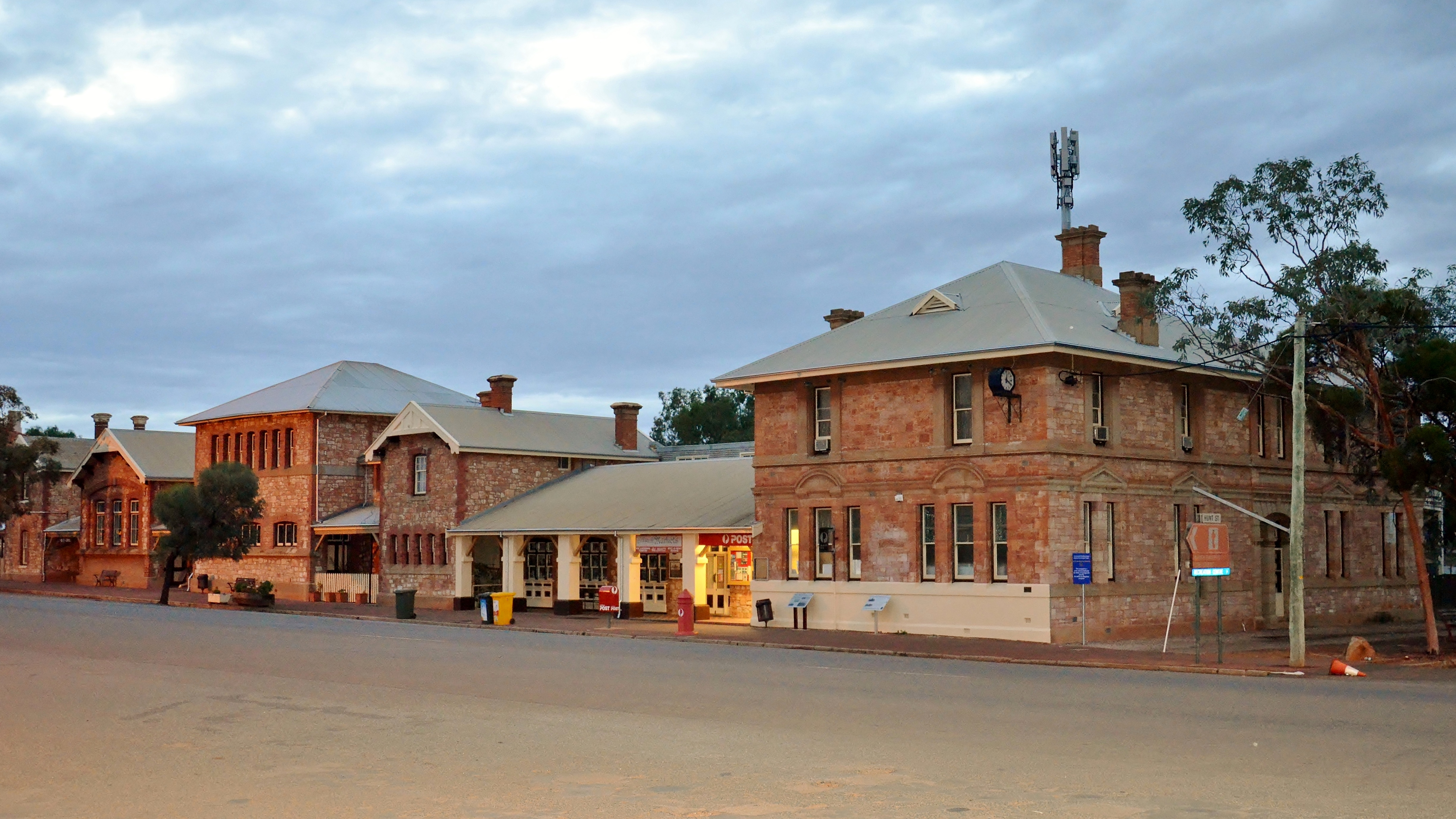
postkantoor